# Kanton Montreuil
Kanton Montreuil (francouzsky Canton de Montreuil) byl francouzský kanton v departementu Pas-de-Calais v regionu Nord-Pas-de-Calais. Tvořilo ho 17 obcí. Zrušen byl po reformě kantonů 2014.

## Obce kantonu
- Beaumerie-Saint-Martin
- La Calotterie
- Campigneulles-les-Grandes
- Campigneulles-les-Petites
- Cucq
- Écuires
- Lépine
- La Madelaine-sous-Montreuil
- Merlimont
- Montreuil
- Nempont-Saint-Firmin
- Neuville-sous-Montreuil
- Saint-Aubin
- Saint-Josse
- Sorrus
- Le Touquet-Paris-Plage
- Wailly-Beaucamp